# 卡亞河
卡亞河（俄语：Кая）是俄羅斯的河流，屬於伊爾庫特河的右支流，由伊爾庫茨克州負責管轄，河道全長40公里，發源自奧爾欣高原海拔高度530米處。